# Рудники (Волынская область)
Ру́дники (укр. Рудники) — село в Колковской поселковой общине Луцкого района Волынской области Украины.
До 2020 года входило в Маневичский район.
Код КОАТУУ — 0723685901. Население по переписи 2001 года составляет 1461 человек. Почтовый индекс — 44682. Телефонный код — 3376. Занимает площадь 46,425 км².